# 大中華仏国 (石金鑫)

大中華仏国
大中華佛國
大中华佛国

大中華仏国（だいちゅうかふつこく、繁体字中国語: 大中華佛國、簡体字中国語: 大中华佛国）は、1983年10月-12月の間に、現在の湖南省と江西省一帯の地域に存在した国家である。

## 概要
1953年、大中華仏国滅亡後、「三期普渡道」の信徒の大半は降伏したが、残党が地下活動を展開。首謀者の李丕瑞は1976年、毛沢東の逝去を機に「仏国」の復興を画策し、石頂武の遺児を捜索。1979年2月21日、遺児石金鑫を発見。1983年10月21日、石金鑫は李丕瑞宅にて即位式を挙行。李丕瑞、李臻仁そして曽広波を丞相、鐘源仁を太師、他の幹部などに任命。中国共産党打倒を表明する。しかし、1979年より三期普渡道の動向を警戒していた公安は早急に対応し、1983年12月鎮圧に成功。1985年5月、株洲市中級人民法院は李丕瑞と李臻仁を死刑、石金鑫、曽広波そして鐘源仁を有期徒刑、他の幹部を徒刑に処し、大中華仏国は滅亡した。